# 林夜鹰
南亞夜鷹（学名：Caprimulgus affinis），又名林夜鷹或疏林夜鷹，臺灣話俗稱石磯仔或山蚊母，是夜鷹目夜鷹科夜鷹屬的鳥類，廣泛分布於東洋界地區，主要棲息於於低地草原、河岸與灌木叢環境，亦可見於部分人類活動頻繁的地區。

## 分布地區
主要分布於東南亞至南亞一帶，分布範圍西起喜馬拉雅山脈與興都庫什山脈南側、經印度除塔爾沙漠以外所有地區、孟加拉、中南半島中西部與中國華南，東至台灣及菲律賓群島，南抵巽他群島與西南群島。南亞夜鷹在以上大部分地區都屬於留鳥，惟在印度中南部為冬候鳥，在巴基斯坦至印度西北部一帶屬（春）夏候鳥，在金門和馬祖則屬稀有過境鳥。

### 亞種
南亞夜鷹目前有十個亞種被大多數學者認可，這些亞種依外觀和地理分布大致能區分成兩大支系，分別為：
- 大陸支系（Franklin's Nightjar）：以西方亞種為代表，主要分布於東洋界北方的亞洲大陸地區。體型較大，羽色較深。
  - 西方亞種（学名：Caprimulgus affinis monticolus）：分布於巴基斯坦東北部、印度塔爾沙漠以東、緬甸、泰國中西部及柬埔寨西部。一些早期的研究會將緬甸的族群當作獨立的 burmanicus 亞種[11]，但由於兩者幾無差異，此觀點現已少被採納[2][6]。
  - 華南亞種（学名：Caprimulgus affinis amoyensis，或稱廈門亞種）：分布於越南北部，以及中國西藏東南部、四川南部[12]、雲南中部與東南部、福建、廣東、海南、廣西、香港與澳門[11][13][14]。
  - 台灣亞種（学名：Caprimulgus affinis stictomus）：台灣特有亞種，又名台灣夜鷹，曾一度是僅於東部河川流域較常見的稀有亞種[15]，2000年代起似有向北擴散趨勢，如今已成為本島的普遍留鳥[16]。
- 馬來支系（Savanna Nightjar）：以指名亞種為代表，分布於東洋界南方的馬來群島。體型偏中小型，羽色傾向於較淡的灰色調。
  - 北菲律賓亞種（学名：Caprimulgus affinis griseatus）：分布於呂宋、卡坦端內斯、民都洛、錫布延、內格羅斯與宿霧等島嶼。
  - 民答那峨亞種（学名：Caprimulgus affinis mindanensis）：僅分布於民答那峨島。
  - 指名亞種（学名：Caprimulgus affinis affinis）：分布於印尼的蘇門答臘、婆羅洲、爪哇、峇里島與龍目島，另自1980年代起在馬來半島南端的柔佛與新加坡也有漸多紀錄[17]。蘇拉威西南部的族群可能亦屬於此亞種。
  - 蘇拉威西亞種（学名：Caprimulgus affinis propinquus）：分布於蘇拉威西島的大部分地區。
  - 西小巽他亞種（学名：Caprimulgus affinis undulatus）：分布於小巽他群島西部的松巴哇島、科莫多島與弗洛勒斯島。
  - 中小巽他亞種（学名：Caprimulgus affinis kasuidori）：分布於小巽他群島中部的松巴島與薩武群島。亞種名稱由日文中夜鷹的別稱「蚊吸鳥」轉寫而來。
  - 東小巽他亞種（学名：Caprimulgus affinis timorensis）：分布於小巽他群島東部的阿勒群島、帝汶島、羅地島與基薩爾島。2010年，有研究者在更東方的勒蒂島（英语：Leti (island)）錄得雄鳥的叫聲，將本亞種（乃至南亞夜鷹這個物種）的分布疆域東界，從原先認為的帝汶島拓展至勒蒂島[18]。

荷蘭鳥類學家格洛夫·米斯（Gerlof F. Mees）則認為，蘇拉威西亞種（C. a. propinquus）、西小巽他亞種（C. a. undulatus）與中小巽他亞種（C. a. kasuidori）的外觀皆相當接近指名亞種，考量到夜鷹個體間羽色的多樣性，三者很可能都屬於指名亞種。

## 棲息環境
南亞夜鷹通常棲息於海拔1500公尺以下的中低海拔地區，但在1600至3100公尺高的中高海拔地區也有出沒紀錄。常見於開闊的草原、灌木叢、農田、岩石露頭和低海拔森林，亦可見於內陸溼地、潮間帶、溝壑、沙質或礫石遍布的河床，以及部分地區的紅樹林、山坡地、機場、城鎮與人車稀少的郊區。近半世紀以來亦有愈來愈多在大都市出沒，乃至穩定繁衍的紀錄。
在台灣，由於天然棲地逐漸都市化而消失，取而代之的是民宅公寓及大廈；
由於都市化建築性質多半有著非斜面屋頂的平坦頂樓存在，正好符合夜鷹育雛時的棲地需求，因此台灣夜鷹多半改為在建物頂樓育雛。
由於在頂樓育雛能夠遠離地面掠食者及威脅，因此反而讓夜鷹族群在台灣市區穩定發展，成為都市常見鳥類。

## 外形描述

### 體型
體長20至27公分，翼展長度64公分。雄鳥通常大於雌鳥，雄鳥體重54至98公克，雌鳥體重75至110公克，屬於中小型的夜鷹。南亞夜鷹的體型有地域分布上的差異，其中又以大陸支系體型較大，體長皆大於23公分。下表以各個亞種的翼長與尾長為例，說明  大陸支系  與  馬來支系  的差異。
| 亞種                          | 亞種 | 翼長（毫米） | 翼長（毫米） | 翼長（毫米） | 尾長（毫米） | 尾長（毫米） | 尾長（毫米） |
| 亞種                          | 亞種 | 最大         | 最小         | 平均         | 最大         | 最小         | 平均         |
| monticolus （n = 67）         | ♂️   | 201          | 184          | 190          |              |              |              |
| monticolus （n = 67）         | ♀    | 199          | 180          | 187          |              |              |              |
| amoyensis （n = 7/ 3 ♂️ 3 ♀） | ♂️   | 194          | 186          | 186          | 118          | 116          | 117          |
| amoyensis （n = 7/ 3 ♂️ 3 ♀） | ♀    | 206          | 179          | 186          | 123          | 112          | 117          |
| stictomus （46 ♂️ 32 ♀）      | ♂️   | 197          | 184          | 192          | 121          | 102          | 109          |
| stictomus （46 ♂️ 32 ♀）      | ♀    | 198          | 174          | 185          | 119          | 97           | 105          |
| griseatus （6 ♂️ 2 ♀）        | ♂️   | 170          | 160          | 165          | 103          | 87           | 93           |
| griseatus （6 ♂️ 2 ♀）        | ♀    | 167          | 164          | 166          | 100          | 91           | 96           |
| mindanensis （2 ♂️ 1 ♀）      | ♂️   | 166          | 163          | 165          | 100          | 89           | 95           |
| mindanensis （2 ♂️ 1 ♀）      | ♀    | —            | —            | 157          | —            | —            | 81           |
| affinis （46 ♂️ 38 ♀）        | ♂️   | 171          | 154          | 162          | 97           | 86           | 94           |
| affinis （46 ♂️ 38 ♀）        | ♀    | 170          | 152          | 160          | 96           | 84           | 91           |
| propinquus （2 ♂️ 1 ♀）       | ♂️   | 171          | 170          | 171          | 101          | 101          | 101          |
| propinquus （2 ♂️ 1 ♀）       | ♀    | —            | —            | 164          | —            | —            | 96           |
| undulatus （5 ♂️ 5 ♀）        | ♂️   | 168          | 162          | 165          | 100          | 92           | 96           |
| undulatus （5 ♂️ 5 ♀）        | ♀    | 165          | 159          | 162          | 99           | 89           | 94           |
| kasuidori （3 ♂️ 8 ♀）        | ♂️   | 169          | 163          | 165          | 101          | 97           | 98           |
| kasuidori （3 ♂️ 8 ♀）        | ♀    | 165          | 162          | 164          | 98           | 90           | 94           |
| timorensis （6 ♂️ 6 ♀）       | ♂️   | 164          | 157          | 161          | 102          | 91           | 99           |
| timorensis （6 ♂️ 6 ♀）       | ♀    | 162          | 152          | 157          | 99           | 85           | 92           |

此外，大陸支系的喙長（嘴峰長）介於9至12毫米，跗蹠長15.1至24.2毫米。而馬來支系的喙長則介於8至10毫米，跗蹠長17至19毫米，同樣略小於大陸支系。
在臺灣動物學家王穎針對臺灣亞種的調查中，雄鳥和雌鳥體重均會隨繁殖期有所波動。整體而言，非繁殖期雄鳥的平均體重為110.0±19.0公克，明顯大於雌鳥的82.3±14.6公克；繁殖期雄鳥平均體重則降至76.8±10.1公克，雌鳥亦減至77.2±5.7公克，兩者體重較為相近。其中雄鳥的體重平均值變化比雌鳥顯著，非繁殖期的重量比繁殖期多了四成。王穎推測，這種繁殖期體重下降的現象和其他部分雀鳥一樣，是減輕飛行負擔的機制，以提高親鳥飛行和覓食的效率，特別是以南亞夜鷹這類多在飛行時捕食的食蟲性鳥類而言，體重下降能增加飛行的靈活度，連帶提高捕食成功率，親鳥亦因此能養育更多的子代。

### 形態

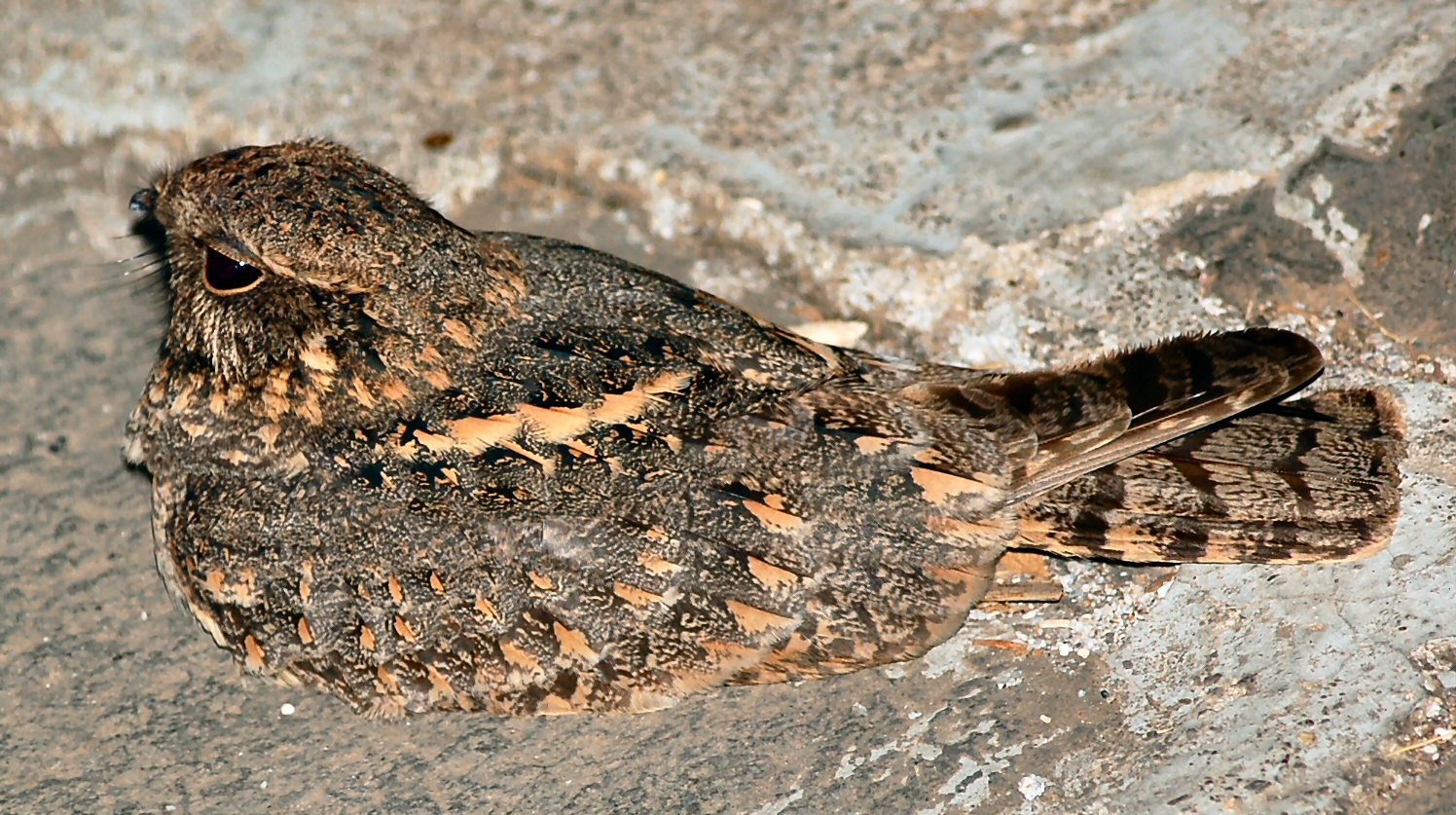
西方亞種雌鳥，攝於印度馬哈拉什特拉邦康坎

南亞夜鷹雌雄羽色相近，全身大致呈灰褐色，雜有細小白點與淺黃色、栗色或深褐色的蟲蠹斑，斑紋大小與形狀在個體間有很高的多樣性；大陸支系的羽色較深且偏褐色，其中又以西方亞種的羽色最深，馬來支系則較淺且偏鐵灰色。
虹膜深褐色，眼周有黃色細眼圈。喙紅褐色，尖端為黑色。前額至眉部羽色稍亮。後頸羽色稍淺，形成一圈不甚明顯的黃褐色區域。肩羽外羽片端部為米色，基部為黑色，內羽片則有米色蟲蠹斑，停棲時肩羽交疊，於肩部周圍彷彿形成一條V形米色斑紋。雄鳥的喉部兩側各有一個橢圓形白斑，雌鳥的斑塊則較暗淡，且後端較狹長，成頸圈狀。胸部至腹部密布深褐色細橫紋，腹部以下橫紋愈漸不明顯；胸部呈深灰色至褐色，至腹部以下逐漸過渡為米色，有些個體的尾下覆羽會接近白色。
翼上覆羽褐色，帶有大量米色細斑，小覆羽羽色稍深。飛羽有多道深褐色與淺褐色交錯的橫帶，愈外側的飛羽顏色愈深，橫帶也愈不明顯；最外側初級飛羽（P10）的內羽片中段，以及往內至多三枚初級飛羽（P7至P9）的兩側羽片有醒目的淺色斑塊，雄鳥的斑塊顏色比雌鳥更亮，接近白色，西方亞種、民答那峨亞種與中小巽他亞種的斑塊較大。次級與三級飛羽為褐色，帶淺色雜斑，端部為米色。
雄鳥最外側兩枚尾羽（R4和R5）幾近全白，惟端部略呈褐色或黑色，有別於其他夜鷹的尾羽只有部分區域為白色，是南亞夜鷹最顯著的特徵。這點也可用於分辨南亞夜鷹的性別，雌鳥的尾羽完全為褐色，沒有白色斑塊，但仍有極少數個體在最外側尾羽（R5）的內羽片端部有細小的白色斑點。

#### 相似種
除了南亞夜鷹，東洋界同時也在其他多種夜鷹屬鳥類的分布範圍內，因此，在一些夜鷹物種多樣性較高的區域有機會看到多種夜鷹群聚。這裡列出幾種分布範圍與南亞夜鷹重疊，乃至有和本種一同出現之紀錄的夜鷹。
- 普通夜鷹
- 叢林夜鷹
- 長尾夜鷹
- 印度夜鷹（英语：Indian nightjar）

## 叫聲
常在夜晚啼叫，雄性成鳥會發出音頻上揚的「逐伊！」，並且重複多次。其聲高亢、尖銳而嘹亮，聲頻約在2至14千赫之間，主能量則大多落在2至5千赫的範圍內，音量可達90分貝以上，且傳播距離可超過800公尺，在文獻中尚有以「甚吵」、「擾人清夢」、「不入耳的哀鳴」描述者。這種叫聲通常是在飛行時所發出，有宣示領域和求偶的作用，自一月下旬至十一月中旬都有其紀錄，其中又以二月至六月的繁殖期有特別高的鳴叫頻度。

## 外部鏈結
- 夜鷹首鳴 - 中華鳥會
- 台灣夜鷹 - 環境資訊中心 （页面存档备份，存于）

### 延伸閱讀
- 台灣夜鷹的繁殖行為研究!! - 社團法人高雄市野鳥學會 （页面存档备份，存于）
- Marshall, J. T.  (PDF). Ornithological Monographs. 1978, 25: 1–58  [2020-03-22]. ISSN 0078-6594. （原始内容存档 (PDF)于2017-08-08）.
- Lawrie, Y.; Swann, R.; Stronach, P.; Perlman, Y.; Collinson, J. M. . Ostrich. 2017, 88 (3): 281–286  [2021-04-21]. ISSN 0030-6525. （原始内容存档于2021-04-21）.
- Tsai, P.-Y.; Ko, C.-J.; Hsieh, C.; Su, Y.-T.; Lu, Y.-J.; Lin, R.-S. . Biodiversity Data Journal. 2020, 8: e49735  [2021-04-21]. ISSN 1314-2828. （原始内容存档于2021-05-14）.